# Hardcore Justice (2011)
L’édition 2011 de Hardcore Justice est une manifestation de catch professionnel télédiffusée et visible uniquement en paiement à la séance. L'événement, produit par la Total Nonstop Action Wrestling (TNA), s'est déroulé le 7 août 2011 à Orlando, en Floride. Il s'agit de la deuxième édition de Hardcore Justice, pay-per-view annuel qui remplace Hard Justice en 2010. Abyss est la vedette de l'affiche officielle.
Neuf matchs, dont cinq mettant en jeu les titres de la fédération, ont été programmés. Chacun d'entre eux est déterminé par des storylines rédigées par les scénaristes de la TNA ; soit par des rivalités survenues avant le pay-per-view, soit par des matchs de qualification en cas de rencontre pour un championnat.

## Contexte
Les spectacles de la Total Nonstop Action Wrestling en paiement à la séance sont constitués de matchs aux résultats prédéterminés par les scénaristes de la TNA. Ces rencontres sont justifiées par des storylines — une rivalité avec un catcheur, la plupart du temps — ou par des qualifications survenues dans les émissions de la TNA telles que TNA Xplosion et TNA Impact!. Tous les catcheurs possèdent un gimmick, c'est-à-dire qu'ils incarnent un personnage gentil ou méchant, qui évolue au fil des rencontres. Un pay-per-view comme Hardcore Justice est donc un événement tournant pour les différentes storylines en cours.

### Kurt Angle contre Sting
Kurt Angle est déclaré challenger no 1 au titre de Champion du monde de la TNA car il a réussi à vaincre Jeff Jarrett, après une longue rivalité de 6 mois car ils s'étaient affrontés à plusieurs Impact Wrestling, Genesis 2011, Against All Odds (2011), Lockdown (2011), Sacrifice (2011) et Slammiversary IX. Lors de Impact Wrestling du 7 juillet, Angle annonce qu'il affrontera le gagnant du match de championnat entre Mr. Anderson et Sting et le gagnant fut Sting.

## Tableaau des matchs
| #                                                                | Match,                                                                                                   | Stipulation                                                           | Durée |
| ---------------------------------------------------------------- | --- | --------------------------------------------------------------------- | ----- |
| 1                                                                | Brian Kendrick (c) bat Alex Shelley et Austin Aries                                                      | Match Triple Menace pour le Championnat du X division                 | 13:10 |
| 2                                                                | Miss Tessmacher et Tara (c) battent Mexican America (Rosita et Sarita)                                   | Tag Team Match pour le Championnat des Knockouts par équipe de la TNA | 7:08  |
| 3                                                                | D'Angelo Dinero battent Devon                                                                            | Match simple pour le Bound for Glory Series                           | 9:33  |
| 4                                                                | Winter bat Mickie James (c)                                                                              | Match simple pour le Championnat féminin des Knockouts de la TNA.     | 8:58  |
| 5                                                                | Crimson bat Rob Van Dam par DQ                                                                           | Match simple pour le Bound for Glory Series                           | 8:40  |
| 6                                                                | Fortune (A.J. Styles, Kazarian et Christopher Daniels) battent Immortal (Gunner, Abyss et Scott Steiner) | Six Man Tag Team match                                                | 14:42 |
| 7                                                                | Bully Ray bat Mr. Anderson                                                                               | Match Simple                                                          | 10:04 |
| 8                                                                | Beer Money, Inc. (Bobby Roode et James Storm) (c) battent Mexican America (Anarquia et Hernandez).       | Tag Team Match pour le championnat du monde par équipe de la TNA      | 10:41 |
| 9                                                                | Kurt Angle bat Sting (c)                                                                                 | Match simple pour le championnat du monde poids lourds de la TNA.     | 15:22 |
| (c) désigne le(s) champion(s) défendant son titre dans le match. | |                                                                       |       |